# European Rugby Champions Cup (2018/2019)
European Rugby Champions Cup 2018/2019 (Heineken Champions Cup 2018/2019) – dwudziesty czwarty sezon najbardziej prestiżowych rozgrywek klubowych w rugby union w Europie (a piąty od czasu przekształcenia w European Rugby Champions Cup). Ich organizatorem jest European Professional Club Rugby. Zwycięzcą rozgrywek została angielska drużyna Saracens, która zdobyła to trofeum po raz trzeci w historii. W rozegranym w angielskim Newcastle upon Tyne finale pokonała ona obrońców tytułu, irlandzką ekipę Leinster.

## Uczestnicy i system rozgrywek
W rozgrywkach uczestniczyło 20 drużyn klubowych z pięciu krajów europejskich – uczestników Pucharu Sześciu Narodów. Automatyczną kwalifikację do udziału w rozgrywkach otrzymało po 6 najlepszych drużyn z poprzedniego sezonu rozgrywek angielskiej ligi Premiership i francuskiej ligi Top 14 oraz 7 drużyn z międzynarodowej ligi Pro14: po trzy najlepsze z każdej z dwóch konferencji oraz zwycięzcy play-off rozgrywanego między drużynami z czwartych miejsc (do klasyfikacji nie są wliczane uczestniczące w tej lidze drużyny z RPA). Ostatnie, dwudzieste miejsce otrzymała drużyna, która przegrała finał ostatniego sezonu European Rugby Challenge Cup (ponieważ zwycięzcy zarówno Champions Cup, jak i Challenge Cup zakwalifikowali się dzięki zdobyciu premiowanych miejsc w swych ligach).
Uczestnicy rozgrywek:
| Premiership | Top 14                                                               | Pro14 |
| --- | -------------------------------------------------------------------- | --- |
| Anglia: - Exeter - Saracens - Wasps - Newcastle Falcons - Leicester Tigers - Bath - Gloucester (finalista Challenge Cup) | Francja: - Montpellier - Racing 92 - Tuluza - Tulon - Lyon - Castres | Irlandia: - Munster - Leinster - Ulster Walia: - Cardiff Blues - Scarlets Szkocja: - Glasgow Warriors - Edynburg |

Po raz pierwszy w historii rozgrywek nie grała w nich żadna drużyna włoska – dotąd co najmniej jeden klub włoski miał zagwarantowane miejsce w rozgrywkach, jednak wskutek zmiany reguł kwalifikacji w tym sezonie o awansie do Champions Cup decydowały wyłącznie lokaty zajęte na koniec poprzedniego sezonu Pro14, a żadna z drużyn włoskich nie zajęła miejsca premiowanego awansem. Po raz pierwszy w historii do tych rozgrywek zakwalifikowała się francuska drużyna Lyon.
W pierwszej fazie drużyny podzielono na pięć grup po cztery drużyny. Wszystkie zespoły w grupie grały ze sobą dwukrotnie: mecz i rewanż. Awans do fazy pucharowej uzyskali zwycięzcy grup oraz trzy najlepsze drużyny z drugich miejsc. W kolejnej fazie rozgrywki toczyły się w systemie pucharowym (ćwierćfinały, półfinały i finał), a drużyny rozgrywały ze sobą tylko po jednym meczu. W fazie pucharowej drużyny były rozdzielone zgodnie z ustalonym na podstawie fazy grupowej rankingiem (od miejsca w rankingu uzależnione było też przyznanie roli gospodarza w ćwierćfinałach i półfinałach).
W fazie grupowej drużyny otrzymywały 4 punkty za zwycięstwo, 2 punkty za remis i 0 punktów w przypadku porażki. Ponadto otrzymywały punkty bonusowe: 1 punkt za zdobycie co najmniej 4 przyłożeń w meczu (niezależnie od wyniku) i 1 punkt za porażkę różnicą najwyżej 7 punktów. W przypadku równej liczby punktów o wyższym miejscu w grupowej tabeli decydował bilans bezpośrednich spotkań (liczba punktów, bilans punktów, liczba przyłożeń), a w przypadku braku rozstrzygnięcia lub braku bezpośrednich spotkań (w play-off) kolejno: bilans punktów, liczba przyłożeń, mniejsza liczba kar indywidualnych (żółtych i czerwonych kartek) i losowanie.

## Faza grupowa
Losowanie grup odbyło się w Muzeum Olimpijskim w Lozannie 20 czerwca 2018. Uwagę komentatorów przyciągnęło zwłaszcza zestawienie drużyn w grupie 1, w której zestawiono ze sobą cztery drużyny, które łącznie zdobyły dotychczas puchar jedenastokrotnie (Leinster i Tuluza, które sięgały po to trofeum po cztery razy, oraz angielskie drużyny Wasps i Bath). Ciekawe zestawienia znalazły się także w grupie 2 (zwycięzca ligi francuskiej Castres, wicemistrz ligi angielskiej Exeter Chiefs, półfinalista ubiegłorocznych rozgrywek Munster i finalista ubiegłorocznego Challenge Cup Gloucester) oraz w grupie 4 (gdzie znaleźli się m.in. ubiegłoroczny finalista rozgrywek Racing 92 i półfinalista Scarlets).
Podział drużyn na grupy:
| Grupa 1                            | Grupa 2                                   | Grupa 3                                              | Grupa 4                                            | Grupa 5                                              |
| ---------------------------------- | ----------------------------------------- | ---------------------------------------------------- | -------------------------------------------------- | ---------------------------------------------------- |
| - Leinster - Wasps - Tuluza - Bath | - Castres - Exeter - Munster - Gloucester | - Saracens - Glasgow Warriors - Lyon - Cardiff Blues | - Scarlets - Racing 92 - Leicester Tigers - Ulster | - Montpellier - Newcastle Falcons - Edynburg - Tulon |

Spotkania fazy grupowej miały miejsce w następujących terminach: 12–14 i 19–21 października 2018, 7–9 i 14–16 grudnia 2018, 11–13 i 18–20 stycznia 2019.
W fazie grupowej najlepiej zaprezentowały się zespoły z ligi Pro14, z których aż pięć awansowało do ćwierćfinałów – wszystkie trzy irlandzkie i oba zespoły szkockie (po raz pierwszy w historii pucharu dwa zespoły ze Szkocji będą grać w tej fazie rozgrywek). Tylko trzy miejsca obsadziły drużyny z ligi francuskiej i angielskiej co jest ich najsłabszym wynikiem od lat. Bardzo słabo zaprezentowały się drużyny walijskie, z których żadna nie awansowała do ćwierćfinału, oraz angielskie, z których – po raz drugi z rzędu – awans wywalczyła tylko jedna.

### Grupa 1
Wyniki spotkań:
|          | Leinster | Wasps | Tuluza | Bath  |
| Leinster | –        | 52:3  | 29:13  | 42:15 |
| Wasps    | 19:37    | –     | 16:24  | 35:35 |
| Tuluza   | 28:27    | 42:27 | –      | 20:17 |
| Bath     | 10:17    | 18:16 | 20:22  | –     |

Tabela:
| Pozycja | Drużyna  | Mecze | Wygrane | Remisy | Porażki | Bilans punktów | Bilans przyłożeń | Punkty bonusowe | Punkty razem |
| ------- | -------- | ----- | ------- | ------ | ------- | -------------- | ---------------- | --------------- | ------------ |
| 1.      | Leinster | 6     | 5       | 0      | 1       | 204:88 (+116)  | 27:10            | 5               | 25           |
| 2.      | Tuluza   | 6     | 5       | 0      | 1       | 149:136 (+13)  | 16:15            | 1               | 21           |
| 3.      | Bath     | 6     | 1       | 1      | 4       | 115:152 (-37)  | 14:19            | 4               | 10           |
| 4.      | Wasps    | 6     | 0       | 1      | 5       | 116:208 (-92)  | 13:26            | 2               | 4            |

### Grupa 2
Wyniki spotkań:
|               | Castres | Exeter Chiefs | Munster | Gloucester |
| Castres       | –       | 29:25         | 13:12   | 24:22      |
| Exeter Chiefs | 34:12   | –             | 10:10   | 19:27      |
| Munster       | 30:5    | 9:7           | –       | 36:22      |
| Gloucester    | 19:14   | 17:29         | 15:41   | –          |

Tabela:
| Pozycja | Drużyna       | Mecze | Wygrane | Remisy | Porażki | Bilans punktów | Bilans przyłożeń | Punkty bonusowe | Punkty razem |
| ------- | ------------- | ----- | ------- | ------ | ------- | -------------- | ---------------- | --------------- | ------------ |
| 1.      | Munster       | 6     | 4       | 1      | 1       | 138:72 (+66)   | 14:9             | 3               | 21           |
| 2.      | Exeter Chiefs | 6     | 2       | 1      | 3       | 124:104 (+20)  | 18:11            | 4               | 14           |
| 3.      | Castres       | 6     | 3       | 0      | 3       | 97:142 (-45)   | 11:16            | 2               | 14           |
| 4.      | Gloucester    | 6     | 2       | 0      | 4       | 122:163 (-41)  | 15:22            | 1               | 9            |

### Grupa 3
Wyniki spotkań:
|                  | Saracens | Glasgow Warriors | Lyon  | Cardiff Blues |
| Saracens         | –        | 38:19            | 29:10 | 51:25         |
| Glasgow Warriors | 3:13     | –                | 21:10 | 33:24         |
| Lyon             | 10:28    | 22:42            | –     | 21:30         |
| Cardiff Blues    | 14:26    | 12:29            | 33:14 | –             |

Tabela:
| Pozycja | Drużyna          | Mecze | Wygrane | Remisy | Porażki | Bilans punktów | Bilans przyłożeń | Punkty bonusowe | Punkty razem |
| ------- | ---------------- | ----- | ------- | ------ | ------- | -------------- | ---------------- | --------------- | ------------ |
| 1.      | Saracens         | 6     | 6       | 0      | 0       | 185:81 (+104)  | 23:10            | 4               | 28           |
| 2.      | Glasgow Warriors | 6     | 4       | 0      | 2       | 147:119 (+28)  | 19:16            | 3               | 19           |
| 3.      | Cardiff Blues    | 6     | 2       | 0      | 4       | 138:174 (-36)  | 19:22            | 2               | 10           |
| 4.      | Lyon             | 6     | 0       | 0      | 6       | 87:183 (-96)   | 10:23            | 0               | 0            |

### Grupa 4
Wyniki spotkań:
|                  | Scarlets | Racing 92 | Leicester Tigers | Ulster |
| Scarlets         | –        | 13:14     | 33:10            | 24:25  |
| Racing 92        | 46:33    | –         | 36:26            | 44:12  |
| Leicester Tigers | 45:27    | 11:34     | –                | 13:14  |
| Ulster           | 30:15    | 26:22     | 24:10            | –      |

Tabela:
| Pozycja | Drużyna          | Mecze | Wygrane | Remisy | Porażki | Bilans punktów | Bilans przyłożeń | Punkty bonusowe | Punkty razem |
| ------- | ---------------- | ----- | ------- | ------ | ------- | -------------- | ---------------- | --------------- | ------------ |
| 1.      | Racing 92        | 6     | 5       | 0      | 1       | 196:121 (+75)  | 26:15            | 6               | 26           |
| 2.      | Ulster           | 6     | 5       | 0      | 1       | 131:128 (+3)   | 18:16            | 2               | 22           |
| 3.      | Scarlets         | 6     | 1       | 0      | 5       | 145:170 (-25)  | 18:23            | 3               | 7            |
| 4.      | Leicester Tigers | 6     | 1       | 0      | 5       | 115:168 (-53)  | 14:22            | 3               | 7            |

### Grupa 5
Wyniki spotkań:
|                   | Montpellier | Newcastle Falcons | Edynburg | Tulon |
| Montpellier       | –           | 48:5              | 21:15    | 34:13 |
| Newcastle Falcons | 23:20       | –                 | 8:21     | 24:27 |
| Edynburg          | 19:10       | 31:13             | –        | 40:14 |
| Tulon             | 38:28       | 25:26             | 17:28    | –     |

Tabela:
| Pozycja | Drużyna           | Mecze | Wygrane | Remisy | Porażki | Bilans punktów | Bilans przyłożeń | Punkty bonusowe | Punkty razem |
| ------- | ----------------- | ----- | ------- | ------ | ------- | -------------- | ---------------- | --------------- | ------------ |
| 1.      | Edynburg          | 6     | 5       | 0      | 1       | 154:83 (+71)   | 16:11            | 3               | 23           |
| 2.      | Montpellier       | 6     | 3       | 0      | 3       | 158:116 (+42)  | 21:11            | 4               | 16           |
| 3.      | Tulon             | 6     | 2       | 0      | 4       | 134:180 (-46)  | 16:21            | 2               | 10           |
| 4.      | Newcastle Falcons | 6     | 2       | 0      | 4       | 102:169 (-67)  | 10:20            | 1               | 9            |

### Ranking drużyn po fazie grupowej
Ranking drużyn po fazie grupowej (w zielonych wierszach drużyny, które zapewniły sobie awans do ćwierćfinałów):
| Pozycja | Zwycięzca grupy     | Punkty razem | Bilans punktów | Przyłożenia |
| ------- | ------------------- | ------------ | -------------- | ----------- |
| 1.      | Saracens            | 28           | +104           | 23          |
| 2.      | Racing 92           | 26           | +75            | 26          |
| 3.      | Leinster            | 25           | +116           | 27          |
| 4.      | Edynburg            | 23           | +71            | 16          |
| 5.      | Munster             | 21           | +66            | 14          |
| Pozycja | Druga drużyna grupy | Punkty razem | Bilans punktów | Przyłożenia |
| 6.      | Ulster              | 22           | +3             | 18          |
| 7.      | Tuluza              | 21           | +13            | 16          |
| 8.      | Glasgow Warriors    | 19           | +28            | 19          |
| 9.      | Montpellier         | 16           | +42            | 21          |
| 10.     | Exeter Chiefs       | 14           | +20            | 18          |

## Faza pucharowa
Spotkania w fazie pucharowej rozegrano w następujących terminach:
- ćwierćfinały – 29–31 marca 2019,
- półfinały – 19–21 kwietnia 2019,
- finał – 11 maja 2019[7].

### Drabinka
|  |              |                  |              |          |    |           |           |           |  |  |       |       |       |
|  | Ćwierćfinały | Ćwierćfinały     | Ćwierćfinały |          |    | Półfinały | Półfinały | Półfinały |  |  | Finał | Finał | Finał |
|  | Ćwierćfinały | Ćwierćfinały     | Ćwierćfinały |          |    | Półfinały | Półfinały | Półfinały |  |  | Finał | Finał | Finał |
|  |              |                  |              |          |    |           |           |           |  |  |       |       |       |
|  |              |                  |              |          |    |           |           |           |  |  |       |       |       |
|  | 1            | Saracens         | 56           |          |    |           |           |           |  |  |       |       |       |
|  | 1            | Saracens         | 56           |          |    |           |           |           |  |  |       |       |       |
|  | 8            | Glasgow Warriors | 27           |          |    |           |           |           |  |  |       |       |       |
|  | 8            | Glasgow Warriors | 27           |          |    | 1         | Saracens  | 32        |  |  |       |       |       |
|  |              |                  |              |          |    | 1         | Saracens  | 32        |  |  |       |       |       |
|  |              |                  | 5            | Munster  | 16 |           |           |           |  |  |       |       |       |
|  | 4            | Edynburg         | 5            | Munster  | 16 | 13        |           |           |  |  |       |       |       |
|  | 4            | Edynburg         |              |          |    |           |           |           |  |  |       |       |       |
|  | 5            | Munster          | 17           |          |    |           |           |           |  |  |       |       |       |
|  | 5            | Munster          | 17           |          |    | 1         | Saracens  | 20        |  |  |       |       |       |
|  |              |                  |              |          |    |           |           |           |  |  |       |       |       |
|  |              |                  | 3            | Leinster | 10 |           |           |           |  |  |       |       |       |
|  | 3            | Leinster         | 3            | Leinster | 10 | 21        |           |           |  |  |       |       |       |
|  | 3            | Leinster         |              |          |    |           |           |           |  |  |       |       |       |
|  | 6            | Ulster           | 18           |          |    |           |           |           |  |  |       |       |       |
|  | 6            | Ulster           | 18           |          |    | 3         | Leinster  | 30        |  |  |       |       |       |
|  |              |                  |              |          |    | 3         | Leinster  | 30        |  |  |       |       |       |
|  |              |                  | 7            | Tuluza   | 12 |           |           |           |  |  |       |       |       |
|  | 2            | Racing 92        | 7            | Tuluza   | 12 | 21        |           |           |  |  |       |       |       |
|  | 2            | Racing 92        |              |          |    |           |           |           |  |  |       |       |       |
|  | 7            | Tuluza           | 22           |          |    |           |           |           |  |  |       |       |       |
|  | 7            | Tuluza           | 22           |          |    |           |           |           |  |  |       |       |       |

### Ćwierćfinały
| 30 marca 2019 | Edynburg                                                                                | 13:17(10:7) | Munster                                                                                          | Murrayfield Stadium, Edynburg Widzów: 36 358 Sędzia: Pascal Gaüzère |
| 30 marca 2019 | Przyłożenie: Dean 26' Podwyższenia: van der Walt 27' Rzuty karne: van der Walt 35', 50' | 13:17(10:7) | Przyłożenia: Earls 18', 70' Podwyższenia: Carbery 18', Bleyendaal 71' Rzut karny: Bleyendaal 46' | Murrayfield Stadium, Edynburg Widzów: 36 358 Sędzia: Pascal Gaüzère |
| 30 marca 2019 | Beirne 10'                                                                              | 13:17(10:7) |                                                                                                  | Murrayfield Stadium, Edynburg Widzów: 36 358 Sędzia: Pascal Gaüzère |

| 30 marca 2019 | Saracens | 56:27(22:13) | Glasgow Warriors | Allianz Park, Londyn Widzów: 10 997 Sędzia: Nigel Owens |
| 30 marca 2019 | Przyłożenia: Williams 4', 48', Strettle 25', 56', Barritt 29', George 62', Tompkins 70' Podwyższenia: Lozowski 5', 30', 49', 57', 63', 71' Rzuty karne: Lozowski 14', 42', 54' | 56:27(22:13) | Przyłożenia: Price 1', Horne 66', Fagerson 80' Podwyższenia: Hastings 2', 67', 80'+2 Rzuty karne: Hastings 32', 37' | Allianz Park, Londyn Widzów: 10 997 Sędzia: Nigel Owens |

| 30 marca 2019 | Leinster                                                                                               | 21:18(11:13) | Ulster                                                                                       | Aviva Stadium, Dublin Widzów: 51 700 Sędzia: Romain Poite |
| 30 marca 2019 | Przyłożenia: R. Byrne 10', A. Byrne 53' Podwyższenie: R. Byrne 54' Rzuty karne: R. Byrne 30', 34', 71' | 21:18(11:13) | Przyłożenia: Treadwell 5', Marshall 63' Podwyższenie: Cooney 6' Rzuty karne: Cooney 21', 38' | Aviva Stadium, Dublin Widzów: 51 700 Sędzia: Romain Poite |

| 31 marca 2019 | Racing 92                                                                                          | 21:22(10:19) | Tuluza                                                                                             | Paris La Défense Arena, Paryż Widzów: 26 092 Sędzia: Luke Pearce |
| 31 marca 2019 | Przyłożenia: Thomas 18', Chat 73' Podwyższenie: Machenaud 19' Rzuty karne: Machenaud 13', 48', 54' | 21:22(10:19) | Przyłożenia: Dupont 6', 35', Médard 30' Podwyższenia: Holmes 7', Ntamack 36' Rzut karny: Ramos 67' | Paris La Défense Arena, Paryż Widzów: 26 092 Sędzia: Luke Pearce |
| 31 marca 2019 | Thomas 28' · Imhoff 66'                                                                            | 21:22(10:19) | Holmes 22'                                                                                         | Paris La Défense Arena, Paryż Widzów: 26 092 Sędzia: Luke Pearce |

### Półfinały
| 20 kwietnia 2019 | Saracens | 32:16(12:9) | Munster                                                                                          | Ricoh Arena, Coventry Widzów: 16 235 Sędzia: Jérome Garcès |
| 20 kwietnia 2019 | Przyłożenia: Rhodes 42', Vunipola 71' Podwyższenia: Farrell 43', 73' Rzuty karne: Farrell 1', 17', 26', 40', 47', 53' | 32:16(12:9) | Przyłożenie: Sweetnam 60' Podwyższenie: Hanrahan 62' Rzuty karne: Bleyendaal 9', 30', Murray 36' | Ricoh Arena, Coventry Widzów: 16 235 Sędzia: Jérome Garcès |
| 20 kwietnia 2019 | Koch 76' | 32:16(12:9) |                                                                                                  | Ricoh Arena, Coventry Widzów: 16 235 Sędzia: Jérome Garcès |

| 21 kwietnia 2019 | Leinster | 30:12(17:6) | Tuluza                                       | Aviva Stadium, Dublin Widzów: 42 916 Sędzia: Wayne Barnes |
| 21 kwietnia 2019 | Przyłożenia: Lowe 13', McGrath 25', Fardy 52' Podwyższenia: Sexton 14', 27', 54' Rzuty karne: Sexton 10', 65', R. Byrne 77' | 30:12(17:6) | Rzuty karne: Ramos 5', 30', 44', Ntamack 59' | Aviva Stadium, Dublin Widzów: 42 916 Sędzia: Wayne Barnes |
| 21 kwietnia 2019 | Henshaw 30' | 30:12(17:6) | Gray 24'                                     | Aviva Stadium, Dublin Widzów: 42 916 Sędzia: Wayne Barnes |

### Finał
Mecz finałowy rozegrano na stadionie St James’ Park w Newcastle upon Tyne w Anglii. Spotkały się w nim drużyny, które zwyciężyły w dwóch poprzednich sezonach pucharu: Saracens z Londynu i obrońcy pucharu Leinster z Dublina. Mecz lepiej rozpoczęła drużyna irlandzka, która zdobyła dziesięciopunktową przewagę. Jednak w ostatnich minutach pierwszej połowy drużyna z Londynu zdołała zdobyć 10 punktów i wyrównać, a w drugiej połowie zdobyła kolejne 10 punktów, na które Irlandczycy nie odpowiedzieli ani jednym punktem. Zwycięstwo Saracens dało im trzeci puchar w historii klubu (poprzednio klub zdobywał je w 2016 i 2017).
| 11 maja 2019 | Saracens                                                                                                 | 20:10(10:10) | Leinster                                                                | St James’ Park, Newcastle upon Tyne Widzów: 51 930 Sędzia: Jérome Garcès |
| 11 maja 2019 | Przyłożenia: Maitland 40'+2, Vunipola 66' Podwyższenia: Farrell 40'+4, 67' Rzuty karne: Farrell 38', 58' | 20:10(10:10) | Przyłożenie: Furlong 31' Podwyższenie: Sexton 33' Rzut karny: Sexton 3' | St James’ Park, Newcastle upon Tyne Widzów: 51 930 Sędzia: Jérome Garcès |
| 11 maja 2019 | Itoje 29'                                                                                                | 20:10(10:10) | Fardy 57'                                                               | St James’ Park, Newcastle upon Tyne Widzów: 51 930 Sędzia: Jérome Garcès |

## Statystyki turnieju
Najwięcej punktów w rozgrywkach – 89 – zdobył Owen Farrell z Saracens. Najwięcej przyłożeń w rozgrywkach (po 6) zdobyli Sean Cronin z Leinster i Jacob Stockdale z Ulster.
Najlepszym graczem turnieju został uznany przez European Professional Club Rugby angielski zawodnik z drużyny Saracens Alex Goode.